# سیارک ۱۷۱۷۰
سیارک ۱۷۱۷۰ (به انگلیسی: 17170 Vsevustinov، نامگذاری:1999NS25) هفده هزار و صد و هفتادمین سیارک کشف شده‌است که در ۱۴ ژوئیه ۱۹۹۹ کشف شد.
قدر مطلق سیارک برابر ۱۶.۲ است.